# Лу (музичка група)
Лу је српска музичка група из Шапца. Жанровски се најчешће сврстава у алтернативни рок, инди рок и пост-панк.

## Историја
Групу Лу су 2021. године основали Иван Билан (гитара, вокал), Марио Ђурић (бас-гитара) и Живорад Поповић (бубањ). Билан је аутор текстова песама. Група је први наступ одржала наредне године у простору клуба Женева, у близини Железничке станице Шабац. У априлу 2023. забележила је и прво учешће на Ускршњем рок маратону.
У мају 2023, у београдском студију DTS (Down There Studio), започела је снимање свог првог албума. Непуна два месеца касније, првог јула, објавила је дебитантски сингл Не могу ништа сам, за који је урађен и спот. Овај сингл је уједно био и прво издање које је колектив Поп депресија/Кишобран објавио на својој подетикети Зелени качкет. Ова тројка је средином октобра исте године представила и други сингл — Да л’ ико мисли на мене. Први запаженији наступ пред београдском публиком имала је 10. новембра 2023. у Дому омладине Београда, као подршка на концертној промоцији Прото типовог албума С ивице сањања.

## Чланови

### Садашњи
- Иван Билан — гитара, вокал
- Марио Ђурић — бас-гитара
- Живорад Поповић — бубањ

## Дискографија

### Студијски албуми
- Не могу ништа сам (2024)[7]